# Lista de pinturas de Jacques-Louis David
Esta é uma lista das pinturas do artista francês Jacques-Louis David (Paris, 1748 – Bruxelas, 1825).
David, como é comumente conhecido, foi um dos mais destacados artistas do Neoclassicismo francês, sendo o pintor oficial de grande parte da nobreza francesa, durante o Antigo Regime, e posteriormente, do Imperador Napoleão I. Destacou-se também na área específica da pintura histórica, onde retratou importantes ocorridos da história antiga, mesclando-as com motivos de lendas e seres mitológicos. 
Na esfera política, foi um dos defensores da Revolução Francesa, estando ligado às figuras proeminentes do movimento, como Maximilien Robespierre. No entanto, com a queda do regime republicano, David aliou-se ao governo bonapartista. Sob o patronato de Bonaparte, desenvolveu sua pintura no estilo Império, notável por sua preferência pelas tendências venezianas. Após a queda de Napoleão, David prosseguiu com seu trabalho na Bélgica e, posteriormente, nos Países Baixos, onde finalizou sua longa e proeminente carreira. 

## Lista de pinturas
| Imagem | Informações técnicas                                                                       | Localização                                      |
| ------ | ------------------------------------------------------------------------------------------ | ------------------------------------------------ |
|        | Retrato de François Buron 1769 Óleo sobre tela 65 x 54 cm                                  | Acervo particular, Nova Iorque                   |
|        | Diana e Apolo atacando os filhos de Níobe 1772 Óleo sobre tela 120.6 x 53.6 cm             | Museu de Arte de Dallas, Dallas                  |
|        | A Morte de Sêneca 1773 Óleo sobre tela 123 x 160 cm                                        | Petit Palais, Paris                              |
|        | Antíoco e Estratonice 1774 Óleo sobre tela 120 x 155 cm                                    | École Nationale Supérieure des Beaux-Arts, Paris |
|        | Os Jogos Fúnebres de Pátroclo 1778 Afresco                                                 | Galeria Nacional, Dublin                         |
|        | Retrato do Conde Stanislas Potocki 1781 Óleo sobre tela 304 x 218 cm                       | Museu do Palácio Real de João III, Varsóvia      |
|        | Belisário 1781 Óleo sobre tela 312 × 288 cm                                                | Palais des Beaux-Arts, Lille                     |
|        | Cristo na Cruz 1782 Óleo sobre tela 276 × 188 cm                                           | Igreja de Saint-Vincent, Mâcon                   |
|        | A dor e os lamentos de Andrômaca sobre o corpo de Heitor 1783 Óleo sobre tela 275 x 203 cm | Louvre, Paris                                    |
|        | O Juramento dos Horácios 1784 Óleo sobre tela 329.8 × 424.8 cm                             | Louvre, Paris                                    |
|        | A Morte de Sócrates 1787 Óleo sobre tela 129.5 × 196.2 cm                                  | Metropolitan Museum of Art, Nova Iorque          |
|        | Retrato de Antoine Lavoisier e sua mulher 1788 Óleo sobre tela 259.7 × 194.6 cm            | Metropolitan Museum of Art, Nova Iorque          |
|        | Os Amores de Páris e Helena 1788 Óleo sobre tela 147 x 180 cm                              | Louvre, Paris                                    |
|        | Os litores trazendo a Brutus os corpos de seus filhos 1789 Óleo sobre tela 323 x 422 cm    | Louvre, Paris                                    |
|        | Juramento do Jogo da Péla 1790 Óleo sobre tela                                             | Museu Nacional de Versalhes                      |
|        | Retrato de Madame Marie-Louise Trudaine 1791 - 1792 Óleo sobre tela 130 x 98 cm            | Louvre, Paris                                    |
|        | A Morte de Marat 1793 Óleo sobre tela 165 x 128 cm                                         | Museus Reais de Belas-Artes, Bruxelas            |
|        | Momentos derradeiros de Michel Lepeletier 1793 Pintura a óleo                              | Peça perdida                                     |
|        | A Morte do jovem Bara 1794 Óleo sobre tela 118 x 155 cm                                    | Fundação Calvet, Avinhão                         |
|        | Auto-retrato 1794 Óleo sobre tela 81 x 64 cm                                               | Louvre, Paris                                    |
|        | Psiquê Abandonada 1795 Óleo sobre tela                                                     | Louvre, Paris                                    |
|        | Retrato inacabado de Napoleão Bonaparte 1799 Óleo sobre tela 81 x 65 cm                    | Louvre, Paris                                    |
|        | A Intervenção das Sabinas' 1799 Óleo sobre tela 385 x 522 cm                               | Louvre, Paris                                    |
|        | 'Retrato de Madame Récamier 1800 Óleo sobre tela 174 x 224 cm                              | Louvre, Paris                                    |
|        | Napoleão cruzando os Alpes 1801 Óleo sobre tela 261 x 221 cm                               | Castelo de Malmaison, Rueil-Malmaison            |
|        | Retrato de Pio VII 1802 Óleo sobre madeira 86 x 71 cm                                      | Louvre, Paris                                    |
|        | Napoleão em trajes imperiais 1805 Óleo sobre tela 49.5 x 57.5 cm                           | Palais des Beaux-Arts, Lille                     |
|        | A Coroação de Napoleão 1807 Óleo sobre tela 6.21 x 9.79 cm                                 | Louvre, Paris                                    |
|        | A Distribuição das Águias 1810 Óleo sobre tela 610 x 970 cm                                | Palácio de Versalhes                             |
|        | O Imperador Napoleão em seu Gabinete nas Tulherias 1812 Óleo sobre tela 204 x 125 cm       | Galeria Nacional de Arte, Washington, D.C.       |
|        | Leônidas nas Termópilas 1814 Óleo sobre tela 395 x 531 cm                                  | Louvre, Paris                                    |
|        | Cupido e Pisquê 1817 Óleo sobre tela                                                       | Museu de Arte de Cleveland                       |
|        | A despedida de Telêmaco e Eucharis 1818 Óleo sobre tela 87 x 103 cm                        | Museu J. Paul Getty, Los Angeles                 |
|        | A Ira de Aquiles 1819 Óleo sobre tela                                                      | Museu de Arte Kimbell, Fort Worth                |
|        | Marte desarmado por Vênus e as três Graças 1824 Óleo sobre tela 308 x 265 cm               | Museus Reais de Belas-Artes, Bruxelas            |